# Buster Williams

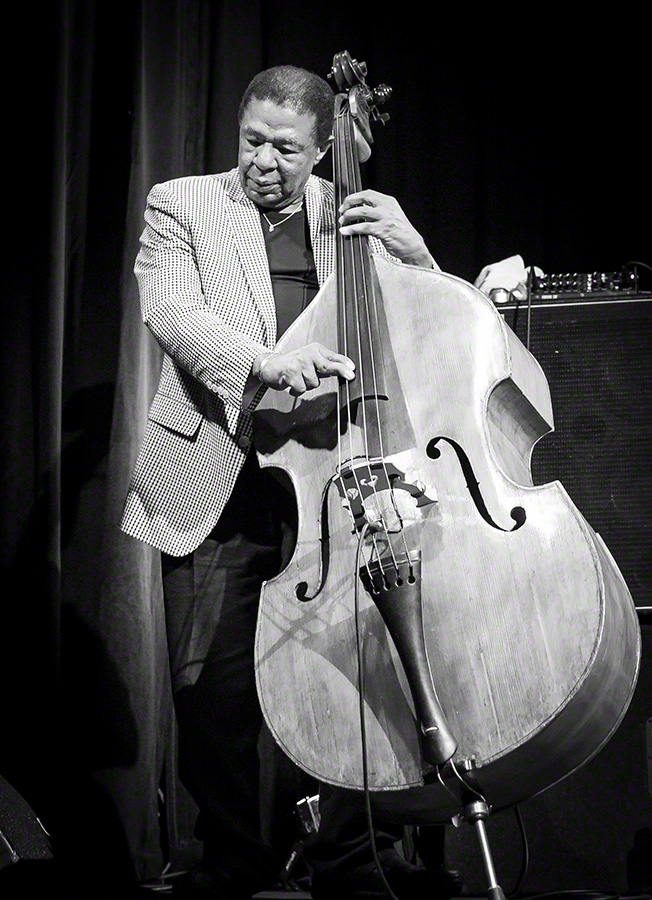
Buster Williams, Oslo Jazzfestival 2016

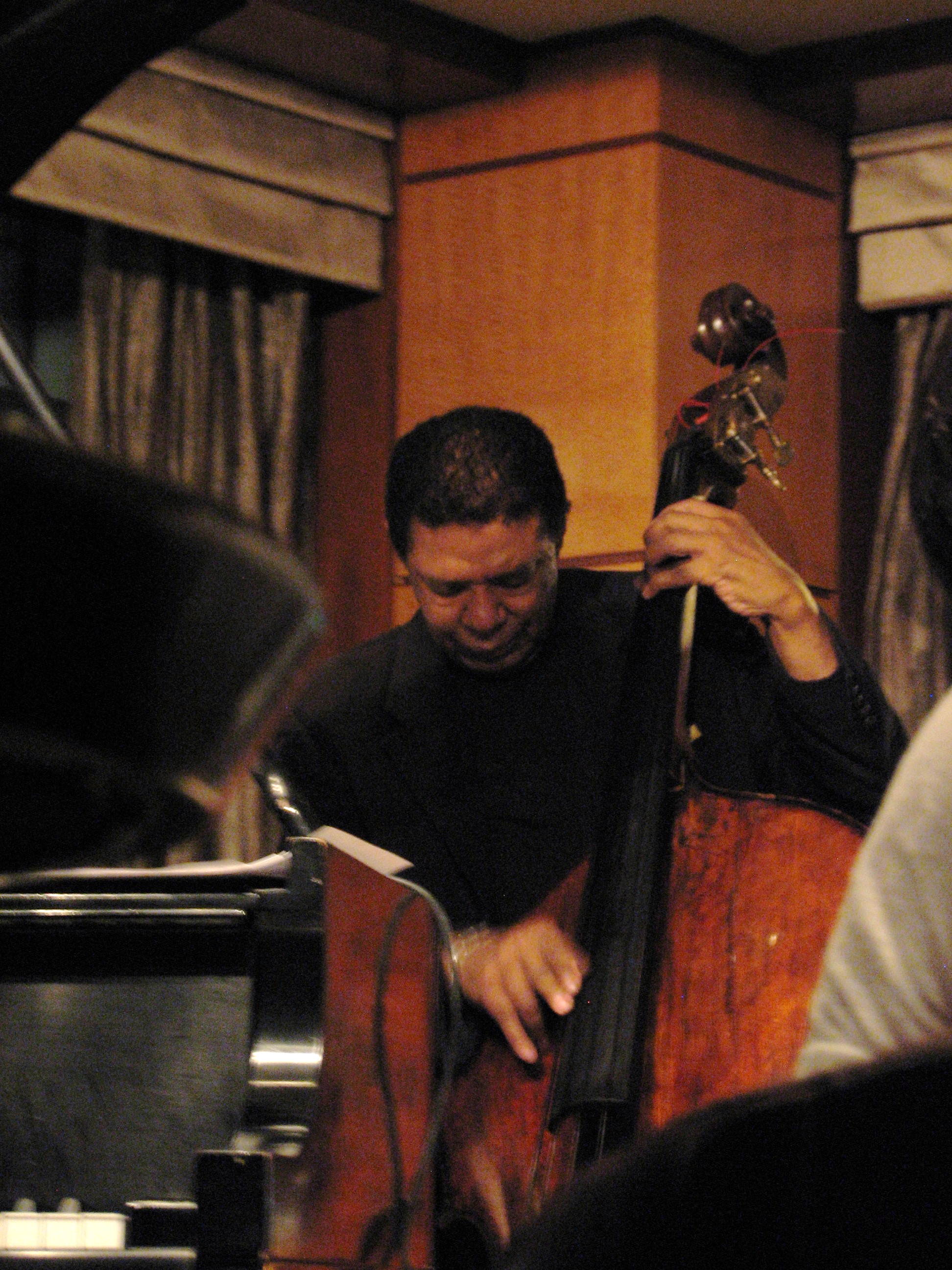
Buster Williams in New York 2008

Buster Williams (Charles Anthony Williams, Jr.; * 17. April 1942 in Camden, New Jersey) ist ein US-amerikanischer Jazzbassist.

## Leben und Wirken
Williams erhielt Kontrabass- und Schlagzeugunterricht von seinem Vater. Er kam 1959 in Jimmy Heath’ Band (mit Sam Dockery und Specs Wright) und arbeitete 1960 bis 1961 mit Gene Ammons und Sonny Stitt. Er nahm dann Kurse in Komposition, Harmonielehre und Musiktheorie am Combs College of Music in Philadelphia und begleitete nach Auftritten mit dem Gerald Price Trio die Sängerinnen Dakota Staton (1961–62), Betty Carter (1962–63), Sarah Vaughan (1963) und Nancy Wilson (1964–68), mit der er nach Los Angeles ging. Dort nahm er mit den Jazz Crusaders und Miles Davis auf und arbeitete mit Kenny Dorham und dem Bobby Hutcherson/Harold Land Quintet.
Nach seiner Rückkehr nach New York 1969 wurde er Mitglied der Band von Herbie Hancock und war bis 1972 an allen ihren Aufnahmen beteiligt, außerdem an Bennie Maupins ECM-Album The Jewel in the Lotus (1974). Daneben arbeitete er mit Art Blakey, Herbie Mann, Mary Lou Williams und der Gruppe von Eddie Henderson.
In den folgenden Jahren nahm Williams eine Reihe von Alben als Bandleader auf und wurde 1980 für seine Mitwirkung am Album Love For Sale (mit Hank Jones und Tony Williams) für einen Grammy nominiert. Mit Ron Carter und dem London Symphony Orchestra spielte er den Soundtrack für den Film Le Choix des armes ein.
Anfang der 1980er Jahre arbeitete er mit Herbie Hancock, Tony Williams und Wynton Marsalis sowie (bis 1995) im Trio mit Hancock und Al Foster. 1989 veröffentlichte er ein Album mit eigenen Kompositionen (Something More), an dem Hancock, Foster, der Trompeter Shunzo Ono sowie Wayne Shorter teilhatten. 1991 erhielt er einen Kompositionsauftrag für ein Werk für Jazzquintett, Streicher und Chor.
Williams war dann Mitglied des Quartetts Sphere (mit Kenny Barron, Ben Riley und Charlie Rouse), gründete ein eigenes Quintett (Something More), mit dem er Tourneen durch Europa, Japan und Australien unternahm und am Moskauer Jazzfestival teilnahm, und kam zur Gruppe The Timeless Allstars (mit Cedar Walton, Billy Higgins, Curtis Fuller, Harold Land und Bobby Hutcherson). 1998 wirkte er bei Geri Allens Album The Gathering mit.
Der Filmemacher Adam Kahan drehte den Dokumentarfilm Buster Williams Bass to Infinity (2021), in dem auch Kollegen wie Benny Golson, Herbie Hancock, Christian McBride, Rufus Reid und Kenny Barron auftraten.

## Diskografische Hinweise
- Pinnacle mit Sonny Fortune, Guilherme Franco, Onaje Allan Gumbs, Billy Hart, Suzanne Klewan, Woody Shaw, Earl Turbinton, 1975
- Crystal Reflections mit Roy Ayers, Kenny Barron, Billy Hart, Nobu Horushiyama, Suzanne Klewan, Jimmy Rowles, 1976
- Tokudo mit Kenny Barron, Ben Riley, 1978
- Heartbeat mit Kenny Barron, Gayle Dixon, Pat Dixon, Billy Hart, Suzanne Klewan, Ben Riley, 1978
- Dreams Come True mit Kenny Barron, John Blake, Lloyd Carter, Hank Crawford, Akua Dixon, Gayle Dixon, Eddie Drennon, Carl Ector, Terri Gonzalez, Onaje Allan Gumbs, Billy Hart, Eddie Henderson, Nobu Horushiyama, Clarissa Howell, Curtis Rance King, Jr., Ulysses Kirksey, Hubert Laws, Ronald Lipscomb, Ben Riley, Melvin Roundtree, Darryl Tookes, 1978
- Something More mit Al Foster, Herbie Hancock, Shunzo Ohno, Wayne Shorter, 1989
- Piano Man mit Billy Higgins, Hilton Ruiz, 1994
- Somewhere Along the Way mit Gary Bartz, Stefon Harris, Carlos McKinney, Lenny White, 1998
- Lost in a Memory mit Stefon Harris, Geri Allen, Lenny White, 1999
- Houdini mit Geri Allen, Lenny White, 2001
- Joined at the Hip mit Steve Wilson, Ali Muhammed Jackson, Carlos McKinney, 2002
- Griot Liberte mit George Colligan, Stefon Harris, Lenny White, 2004
- Audacity (2018)
- Charles Tolliver: Connect (Gearbox, 2020)
- Noah Haidu ft. Buster Williams & Billy Hart: Slowly: Song for Keith Jarrett (Sunnyside, 2021)
- Unalome (Smoke Sessions, 2023), mit Jean Baylor, Bruce Williams, Stefon Harris, George Colligan, Lenny White